# Las nieves del Kilimanjaro (película de 2011)

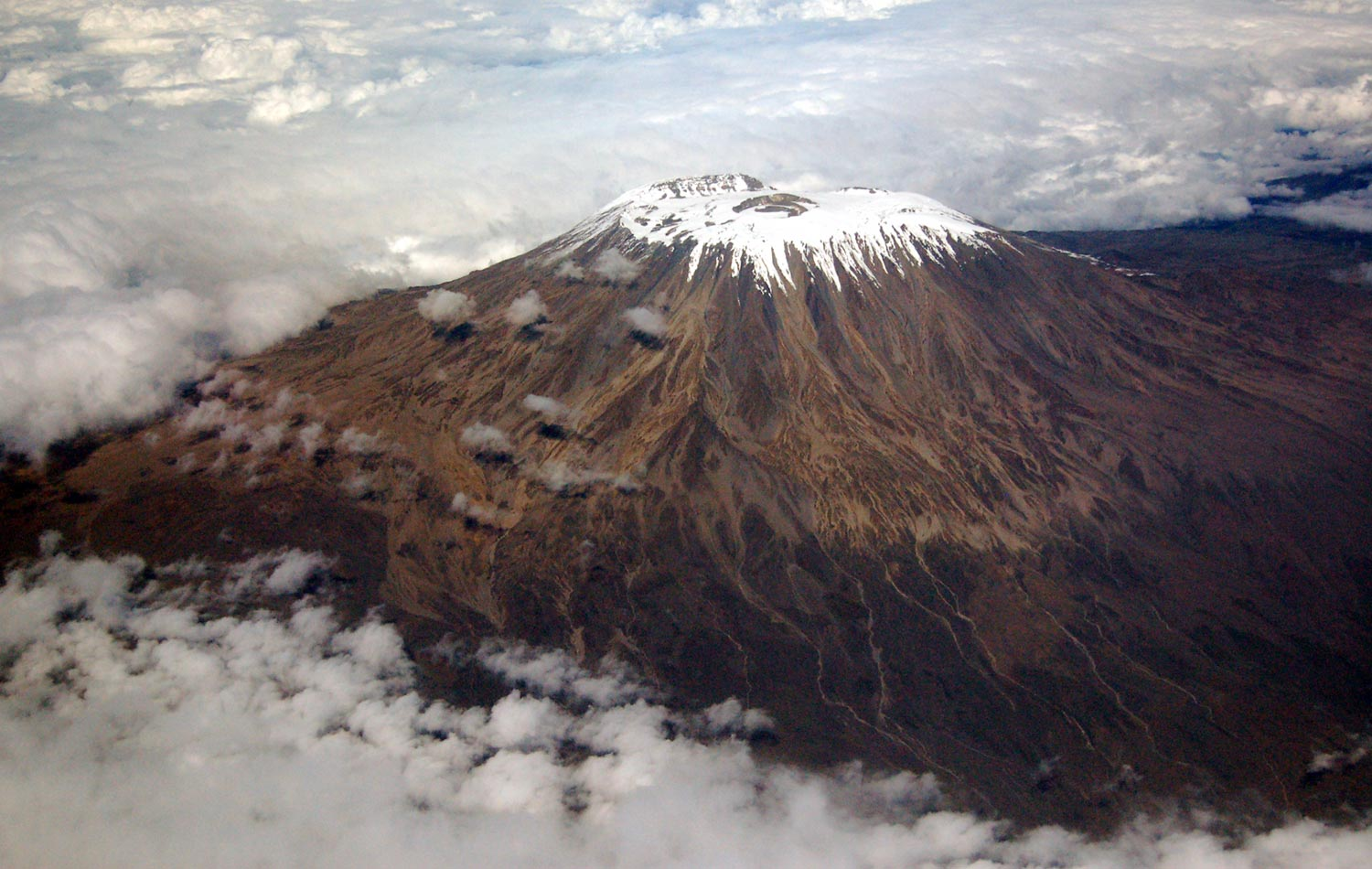
Las nieves del Kilimandjaro.

Las nieves del Kilimanjaro (francés: Les Neiges du Kilimandjaro) es una película de drama francesa de 2011 dirigida por Robert Guédiguian. El guion fue escrito por el director Robert Guédiguian y Jean-Louis Milesi. Guédiguiain tomó la idea del poema «Les Pauvres Gens» (La gente pobre) de Victor Hugo, perteneciente a La Légende des siècles. El título, por el contrario, se toma del nombre de una canción de Pascal Danel, «Les Neiges du Kilimandjaro».
Se estrenó en la sección Un Certain Regard del Festival de Cine de Cannes de 2011. Ganó el premio del público y la Espiga de Plata en el Festival Internacional de Cine de Valladolid. El crítico español Carlos Boyero calificó la película como «un análisis tremendo sobre el sentimiento de clase». El periodista francés Bruno Iche, para el diario Libération, la clasifica como «una comedia social teñida de melancolía».

## Reparto
| - Ariane Ascaride como Marie-Claire. - Jean-Pierre Darroussin como Michel. - Gérard Meylan como Raoul. - Marilyne Canto como Denise. - Grégoire Leprince-Ringuet como Christophe. - Anaïs Demoustier como Flo. - Robinson Stévenin como Comisionado. - Adrien Jolivet como Gilles. - Karole Rocher como Madre de Christophe. | - Julie-Marie Parmentier como Agnès. - Pierre Niney como camarero. - Yann Loubartière como Jules. - Jean-Baptiste Fonck como Martin. - Emilie Piponnier como Maryse. - Raphaël Hidrot como Jeannot. - Anthony Decadi como Gabriel. - Frédérique Bonnal como Martine. - Simon Frenay |

## Argumento
A pesar de haber perdido su trabajo, Michel vive felizmente casado con Marie-Claire desde hace treinta años. Sus hijos y sus nietos los llenan de alegría. Tienen amigos muy cercanos. Están orgullosos de sus actividades sindicales y políticas. Sus conciencias son tan transparentes como sus miradas. Pero ese bienestar salta por los aires cuando dos hombres armados y enmascarados los asaltan en su propia casa después de una fiesta por su 30º aniversario.